# Scutoptilum
Scutoptilum is een geslacht van haften (Ephemeroptera) uit de familie Baetidae.

## Soorten
Het geslacht Scutoptilum omvat de volgende soorten:
- Scutoptilum verrucosum